# Plamenná orlice
Plamenná orlice, někdy nazývaná svatováclavská, či přemyslovská (italsky aquila di san Vencelsao nebo aquila fiammante), je heraldická figura – orlice tvořící základ přemyslovského erbu.

## Popis
Znak tvoří orlice černé barvy, se zlatými drápy a zbrojí, posetá po celém obvodu plamínky.

## Dějiny

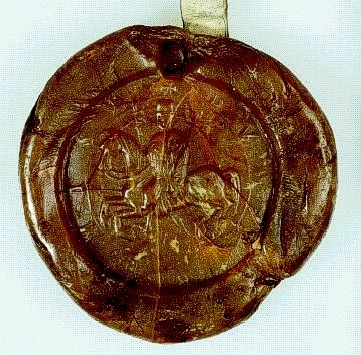
Pečeť Přemysla Otakara I. nesoucí orlici na štítu rytíře

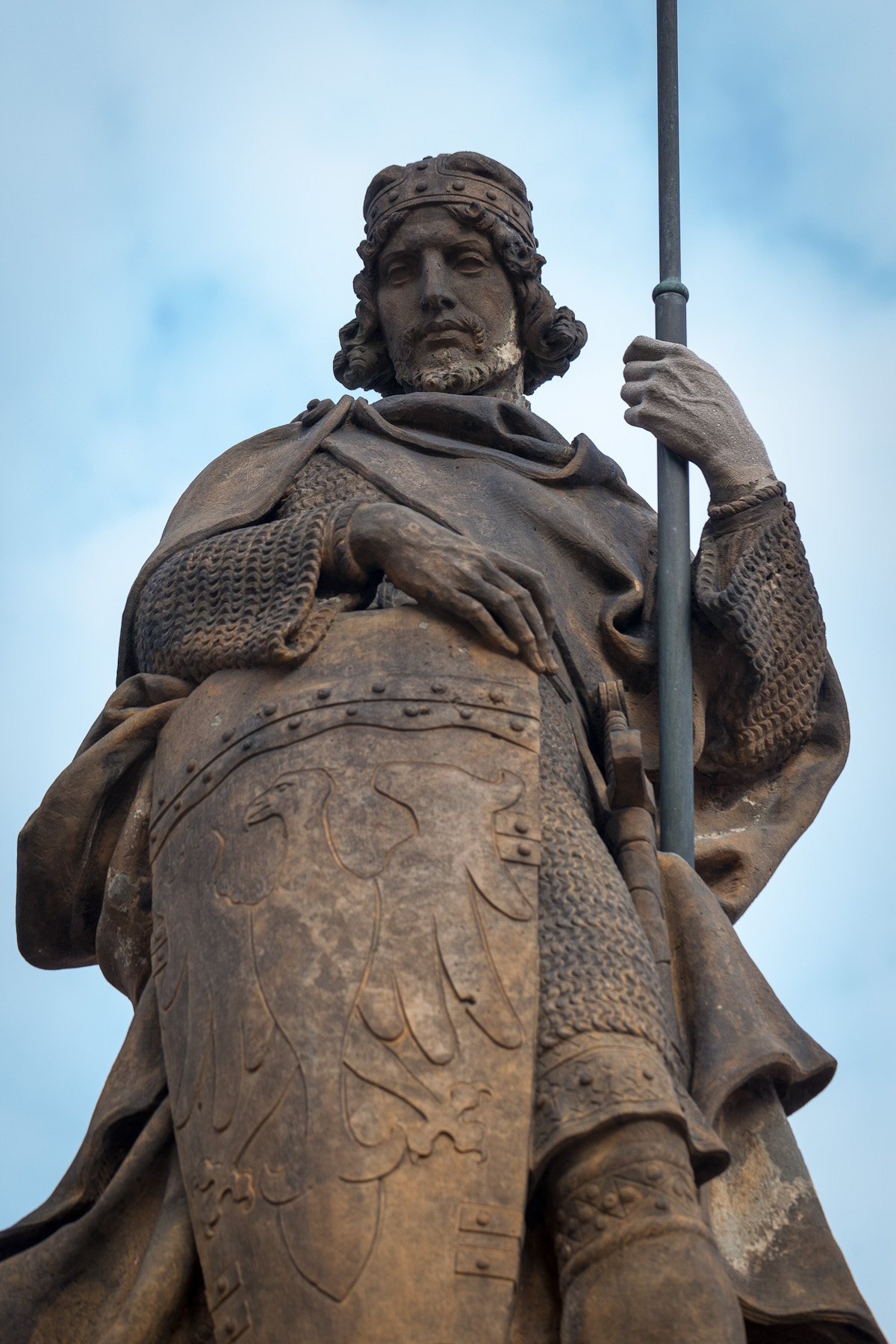
Socha svatého Václava na Hradčanském náměstí v Praze, znázorňující orlici na štítu

Přemyslovský, potažmo svatováclavský erb představovala černá orlice a zřejmě také nejstarší rodový erb v Čechách, a to konkrétně dochovaná pečeť Přemysla Otakara I. z roku 1192. Plamenná orlice s korunou je rovněž jedním z atributů svatého Václava. Jako symbol je spojena s vícero městskými znaky.
Svatováclavská orlice se objevuje jako symbol přemyslovských českých knížat, avšak její původ není zcela jasný (je možné, že představuje vztah knížat k říši, jejíž panovníci zhruba ve stejné době začali užívat dvouhlavého orla). Plamenná orlice byla později přisuzována knížeti Václavovi, jehož jméno nese. Nejstarší artefakty, na nichž se symbol objevuje jsou následující: několik mincí ražené knížetem Bedřichem mezi lety 1179 a 1181, a knížecí pečeť krále Přemysla Otakara I., z roku 1192.
Svatováclavská orlice bylo také zkrácené označení protektorátního vyznamenání Čestného štítu s orlicí sv. Václava.

## Užití plamenné orlice
- Symboly Středočeského kraje
- Znak a vlajka obce Hybrálec

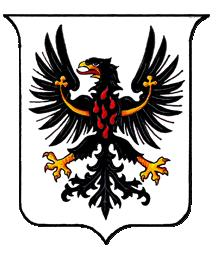
Znak italského města Trenta

- Znak a prapor obce Vodochody (pouze křídla)
- Znak a vlajka obce Černíky
- Znak a vlajka italského autonomního regionu Tridentsko-Horní Adiže
- Znak a vlajka italského města Trenta (Tridentu)
- Znak a pečeť Tridentské univerzity
- Znak 42. mechanizovaný prapor